# 石濱恒夫
石濱 恒夫（いしはま つねお、1923年〈大正12年〉2月24日 - 2004年〈平成16年〉1月9日、80歳没）は、日本の文学者。石浜 恒夫とも表記。

## 経歴
大阪府大阪市出身。父は歴史学者（東洋史学）の石濱純太郎。従兄に小説家の藤沢桓夫がいる。2人の娘のうち長女は女優の京春上、次女はエッセイスト、挿絵画家の石浜紅子。
大阪高等学校 (旧制)を経て、東京帝国大学文学部美術史学科在学中から父の友人であった織田作之助などの影響を受けて文学を志し、大学卒業後に川端康成に弟子入りし、鎌倉の川端の私邸に住み込み師事した。1968年（昭和43年）に川端がノーベル文学賞を受賞した際には、ストックホルムでの授賞式に同行している。
また、大学在学中に学徒出陣で召集され、陸軍戦車学校に入り、戦車部隊配属となる。その部隊で一緒だったのがのちの司馬遼太郎であり、石濱と司馬はこの時以来、司馬が亡くなるまで親交が深かった。また、司馬と同様に西長堀アパートに居住していたこともある。
1946年に文学同人誌『文学雑誌』に参加し、小説家としての活動を始める。1953年に発表した「らぷそでい・いん・ぶるう」が芥川賞候補となった。1957年に、同人誌『近代説話』を司馬、寺内大吉らとはじめる。
歌謡曲の作詞も手がけ、地元大阪を舞台とした数々のヒット曲を世に送り出した。テレビドラマの脚本も数多く手がけた。
若い頃からヨットマンとしても知られ、1977年には娘の紅子他1人と共に、ヨットで大西洋を無寄港で横断した。
1985年に文楽の桐竹勘十郎とともに「大阪芸術賞」（大阪文化賞）を受賞した。
2004年（平成16年）1月9日、肺癌のために死去。80歳没。

## 作風
「大阪芸術賞」の贈呈理由として、「大阪をこよなく愛し、大阪の盛り場の叙情を血肉化する数少ない作家」であり、「大阪の風俗・人情を哀感を込めて描く」作家として作品は高く評価されており、「大阪文壇の発展に寄与した功績は大きい」という。

## 作品
- 「王さまとおうむ」学校劇 上学年（新興出版社 1948年9月）
- 「たのしい広場」（1949年）
- 「みづからを売らず」（1949年[3]）
- 「らぷそでい・いん・ぶるう」（1953年）
- 「背番号ゼロ―現代怪談集」（六月社、1956年）
- 「日本アンデルセン」（六月社、1958年）
- 「流転」（創元社、1960年）
- 「大阪ろまん」（全国書房、1967年）
- 「遠い星―早川徳次伝」（春陽文庫（1972年）
- 「追憶の川端康成 ノーベル紀行」 文研出版、1973年）
- 「メルヘン動物園」（日本教文社、1977年）
- 「ふぁざあぐうすの海　父とひとり娘の大西洋横断記」（学習研究社、1978年）
- 「ペリカンのぶとうかい」（三芽出版、1981年7月）
- 「大阪詩情 住吉日記・ミナミーわが街」（朋興社、1983年8月）

### 詩集
- 「詩集 道頓堀左岸」（1967年）
- 「詩集 地球上自由人」（1976年）

### 共著
- 堀江謙一、栗原景太郎、牛島龍介との共著「ヨットとかもめ：三人のヨットマンと一人の詩人」（文研出版、1973年）

### 歌謡曲
- 「こいさんのラブ・コール」（1959年／歌唱：フランク永井）
- 「硝子のジョニー」（1961年／歌唱：アイ・ジョージ）
- 「紅子のバラード」（1964年／歌唱：アイ・ジョージ）
- 「芦屋川」（1964年／歌唱：イベット・ジロー）
- 「大阪ろまん」（1967年／歌唱：フランク永井）

### 校歌
- 大阪府立信太高等学校
- 大阪府立布施高等学校
- 作新学院
- 大阪市立真住中学校